# Koszmosz–47
A Koszmosz–47 (oroszul: Космос–47) a szovjet Voszhod (Vosztok 3KV) űrhajó személyzet nélküli tesztrepülése volt.

## Küldetés
A Koszmosz–47 a Voszhod-program keretében egy háromszemélyes űrhajó világűrbeli technikai próbája volt ember nélkül úgy, hogy emberek helyett bábuk voltak az űreszközben elhelyezve. Az űrverseny által diktált tempó miatt csak egyetlen kísérleti repülésre volt idő. A tervezett Voszhod-űrhajóban leszállás során az űrhajósok a kabinban maradtak, nem katapultáltak, nem állt rendelkezésükre szkafander, mint a Vosztok esetében.

## Jellemzői
A Koszmosz–47 az OKB–1 tervezőirodában kifejlesztett műhold.
1964. október 6-án a Bajkonuri űrrepülőtérről egy Voszhod (8K71) hordozórakétával juttatták Föld körüli pályára. Az orbitális egység a közeli kozmikus térségben 90 perces, 64.6 fokos hajlásszögű, elliptikus pályára állt. A pálya perigeuma 174 kilométer, apogeuma 383 kilométer volt. Az űreszköz hasznos tömege 5320 kilogramm volt. Áramforrása kémiai akkumulátor, szolgálati ideje maximum 12 nap volt.
A visszatérő modul 2900 kilogramm, átmérője 2.3 méter, térfogata 5.2 köbméter (az űrhajósok 1.6 köbméteres területen helyezkedhettek el). Felső részén alakították ki a technológiai egységet, ide helyezték az ejtőernyőket, a ki/bejártai ajtót. Kívülre szerelték a navigációs gázfúvókákat, a fékezőrakétákat.
1964. október 7-én 1 napos kísérleti repülést követően földi parancsra belépett a légkörbe és ejtőernyős ereszkedéssel visszatért a Földre.